# Gonolobus virescens
Gonolobus virescens là một loài thực vật có hoa trong họ La bố ma. Loài này được Desv. mô tả khoa học đầu tiên năm 1825.